# Bingham Glacier
Bingham Glacier – lodowiec we wschodniej części Półwyspu Antarktycznego, spływający do Cape Reichelderfer.
Miejsce, gdzie lodowiec napotyka Lodowiec Szelfowy Larsena zostało sfotografowane w 1928 roku przez australijskiego polarnika George's Huberta Wilkinsa (1888–1958) oraz w 1935 roku przez amerykańskiego podróżnika Lincolna Ellswortha (1880–1951). Mapy terenu zostały sporządzone przez Brytyjską Ekspedycję do Ziemi Grahama (ang. British Graham Land Expedition, (BGLE)) pod dowództwem Johna Rymilla (1905–1968). Rymill wraz z brytyjskim polarnikiem i lekarzem Edwardem W. Binghamem (1901–1993) pokonali na saniach Półwysep Antarktyczny w poprzek, docierając do południowego krańca Bingham Glacier w 1936 roku. Lodowiec został nazwany w 1947 roku na cześć lekarza BGLE – Edwarda Binghama.